# Antlerit
Antlerit ist ein relativ selten vorkommendes Mineral aus der Mineralklasse der „Sulfate (und Verwandte)“ mit der chemischen Zusammensetzung Cu2+3(SO4)(OH)4 und damit chemisch gesehen ein Kupfersulfat mit zusätzlichen Hydroxidionen oder anders ausgedrückt ein basisches Kupfersulfat.
Antlerit kristallisiert im orthorhombischen Kristallsystem und entwickelt meist dicktafelige bis kurzprismatische Kristalle bis etwa zwei Zentimeter Größe mit einem glasähnlichen Glanz auf den Oberflächen. Er kommt aber auch in Form faseriger bis filzartiger oder körniger bis pulverig-erdiger Mineral-Aggregate sowie krustiger Überzüge vor.
Das Mineral ist durchscheinend und von smaragd- bis schwarzgrüner Farbe, kann in feinen Krusten aber auch hellgrün erscheinen. Als idiochromatisches Mineral weist Antlerit auch eine blassgrüne Strichfarbe auf.

## Etymologie und Geschichte
Antlerit wurde im Jahr 1889 von William Francis Hillebrand gefunden und nach der Typlokalität, der Antler-Mine in Arizona benannt. Das Mineral war schon 1886 von Weisbach bei Zwickau gefunden und unter dem Namen Arnimit beschrieben worden. Die Übereinstimmung war wegen ungenauen Messmethoden jedoch nicht entdeckt worden. Als auf Grund genauerer Untersuchungen eine Übereinstimmung beider Minerale gefunden wurde, wurde der Name Antlerit beibehalten.
Antlerit war bereits lange vor der Gründung der International Mineralogical Association (IMA) bekannt und als eigenständige Mineralart anerkannt. Damit hätte Antlerit theoretisch den Status eines grandfathered Mineral. In der 1961 erfolgten Publikation von Mary Emma Mrose (1910–2003) wurde allerdings das bisher für eigenständig gehaltene Mineral Vernadskit als Pseudomorphose von Antlerit nach Dolerophanit identifiziert und 1967 von der Commission on new minerals and mineral names diskreditiert. Da dies automatisch eine nachträgliche Ankerkennung für den Antlerit bedeutete, wird das Mineral seitdem in der „Liste der Minerale und Mineralnamen“ der IMA unter der Summenanerkennung „IMA 1967 s.p.“ (special procedure) geführt.
Das Typmaterial des Minerals wird im National Museum of Natural History (NMNH) in Washington, D.C. unter der Katalog-Nummer 47698 aufbewahrt.

## Klassifikation
In der veralteten 8. Auflage der Mineralsystematik nach Strunz gehörte der Antlerit zur Mineralklasse der „Sulfate, Chromate, Molybdate und Wolframate“ (einschließlich einiger Selenate und Tellurate) und dort zur Abteilung „Wasserfreie Sulfate mit fremden Anionen“, wo er gemeinsam mit Brochantit und Dolerophanit sowie im Anhang mit Schuetteit in der „Dolerophanit-Antlerit-Gruppe“ mit der Systemnummer VI/B.01 steht.
In der zuletzt 2018 überarbeiteten Lapis-Systematik nach Stefan Weiß, die formal auf der alten Systematik von Karl Hugo Strunz in der 8. Auflage basiert, erhielt das Mineral die System- und Mineralnummer VI/B.01-020. Dies entspricht ebenfalls der Abteilung „Wasserfreie Sulfate, mit fremden Anionen“, wo Antlerit zusammen mit Brochantit und Dolerophanit eine unbenannte Gruppe mit der Systemnummer VI/B.01 bildet.
Auch die von der International Mineralogical Association (IMA) zuletzt 2009 aktualisierte 9. Auflage der Strunz’schen Mineralsystematik ordnet den Antlerit in die Abteilung „Sulfate (Selenate usw.) mit zusätzlichen Anionen, ohne H2O“ ein. Diese ist allerdings weiter unterteilt nach der relativen Größe der beteiligten Kationen. Das Mineral ist hier entsprechend seiner Zusammensetzung in der Unterabteilung „Mit mittelgroßen Kationen“ zu finden, wo es als einziges Mitglied eine unbenannte Gruppe mit der Systemnummer 7.BB.15 bildet.
In der vorwiegend im englischen Sprachraum gebräuchlichen Systematik der Minerale nach Dana hat Antlerit die System- und Mineralnummer 30.01.12.01. Das entspricht der Klasse der „Sulfate, Chromate und Molybdate“ und dort der Abteilung „Wasserfreie Sulfate mit Hydroxyl oder Halogen“. Hier findet er sich innerhalb der Unterabteilung „Wasserfreie Sulfate mit Hydroxyl oder Halogen und (AB)m(XO4)pZq, mit m : p > 2 : 1“ als einziges Mitglied in einer unbenannten Gruppe mit der Systemnummer 30.01.12.

## Kristallstruktur
Antlerit kristallisiert in einem orthorhombischen Kristallsystem in der Raumgruppe Pnma (Raumgruppen-Nr. 62) mit den Gitterkonstanten a = 822,4 pm, b = 662 pm und c = 1198,7 pm sowie vier Formeleinheiten pro Elementarzelle.

## Modifikationen und Varietäten
Als Vernadskyit wird eine Pseudomorphose von Antlerit nach Dolerophanit bezeichnet.

## Bildung und Fundorte
Antlerit bildet sich sekundär unter sauren Bedingungen in der Oxidationszone von Kupferlagerstätten. Diese Bedingungen herrschen vor allem bei aridem Klima, unter dem sich bevorzugt Antlerit bildet, aber auch in Schlacken von antiken Kupferhütten vor. Begleitet wird Antlerit von anderen sekundären Kupfermineralen wie Atacamit, Brochantit, Chalkanthit, Kröhnkit, Linarit und Natrochalcit.
Als eher seltene Mineralbildungen kann Antlerit zum Teil zwar reichlich vorhanden sein, insgesamt ist er aber wenig verbreitet. Weltweit sind bisher etwas mehr als 300 Vorkommen dokumentiert (Stand 2024).
Die größten Vorkommen liegen in Chile, in der dortigen Chuquicamata-Mine ist Antlerit sogar das Haupterz. Daneben sind Funde in vielen US-Bundesstaaten (vor allem Arizona, Nevada, Utah), Australien und Europa (unter anderem Frankreich, Griechenland und Italien) bekannt. Auch in Deutschland (unter anderem im Schwarzwald und Erzgebirge), Österreich (Salzburg, Tirol, Kärnten, Steiermark) und der Schweiz (Wallis) sind Funde bekannt.

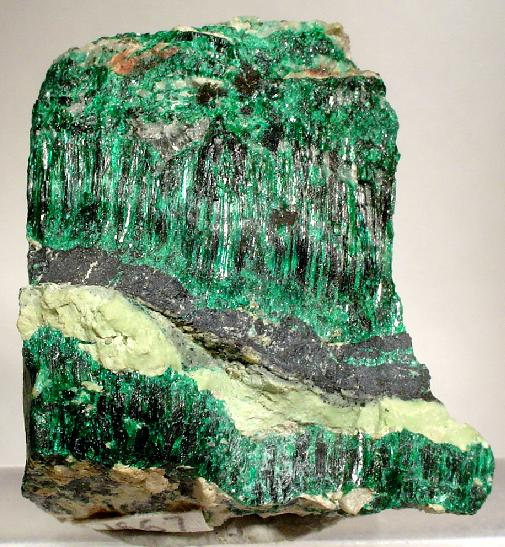
Gesteinsprobe mit Antlerit-Gang aus der Chuquicamata Mine, Provinz El Loa, Antofagasta, Chile
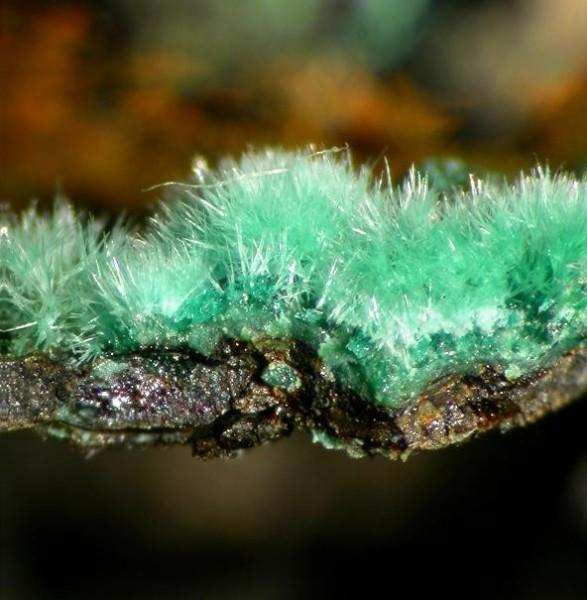
Faseriger Antlerit-Kristallrasen aus den Ingadanais-Minen, Castelo Branco, Portugal

## Verwendung
Antlerit ist ein möglicher Rohstoff für die Kupfergewinnung.